# 伊斯蘭共和黨
伊斯蘭共和黨是一個伊朗政黨，政黨在1979年成立，以響應及協助伊朗伊斯蘭革命及阿亞圖拉魯霍拉·霍梅尼建立神權政体。1987年，由於其成立的目的已經達成，政黨解散。

## 創建者及性質
政黨由親近霍梅尼的阿亞圖拉穆罕默德-贾瓦德·巴霍纳尔、穆罕默德·貝赫什提、阿里·哈梅內伊、阿卜杜勒-卡里姆·穆薩維·阿德比利（Abdul-Karim Mousavi Ardebili）創立，以動員推廣伊斯蘭共和國，爭取支持。
伊斯蘭共和黨被辨別為具備「強烈的教士色彩、忠於霍梅尼、對自由民主運動的敵意及支持革命組織的傾向」，如革命委員會。政策上，它支持將大型的外資企業國有化，建立伊斯蘭特色的文化及大學制度及援助貧小的計劃。
在與其他競爭對手的爭鬥當中，伊斯蘭共和黨利用它與革命衛隊及伊朗真主黨的關係，真主黨被廣知為「持棒者」，其成員會使用棍棒滋擾政敵的政治會議。

## 解散
1980年代末，伊斯蘭共和黨的內部黨爭加劇，爭端主要是兩伊戰爭、對外開放抑或維持鎖國及經濟政策。由於其他的競爭黨派已被封禁，伊斯蘭共和黨「幾乎毫無作用，失去動力」。
根據艾哈邁德·姆內斯所說：
|  | 當一黨之下的神權國家和一統理念已達成共識，伊斯蘭共和黨在宗教權利上的分歧便突顯出來，例如教派掌權的程度（法基赫的監護）的爭論。 |

另外，作家丹尼爾·布倫伯格卻指出伊斯蘭共和黨的解散反映出總統阿里·哈梅內伊與總理米爾-侯賽因·穆薩維的衝突，伊斯蘭共和黨是「激進分子的後盾」，支持穆薩維。

## 历任党首
1. 穆罕默德·貝赫什提（1979年－1981年）
2. 穆罕默德-贾瓦德·巴霍纳尔（1981年）
3. 阿里·哈梅內伊（1981年－1987年）

## 外部連結
- （英文）伊斯蘭共和黨 （页面存档备份，存于）